# Valentine Scuotto
Valentine Scuotto (ur. 18 czerwca 1979 w Sallanches) – francuska narciarka, specjalistka narciarstwa dowolnego. Zajęła 19. miejsce w skicrossie na mistrzostwach świata w Ruka. Nigdy nie startowała na igrzyskach olimpijskich. Najlepsze wyniki w Pucharze Świata osiągnęła w sezonie 2002/2003, kiedy to zajęła 13. miejsce w klasyfikacji generalnej, a w klasyfikacji skicrossu wywalczyła małą kryształową kulę.
W 2007 r. zakończyła karierę.

## Sukcesy

### Mistrzostwa Świata
| Miejsce | Dzień    | Rok  | Miejscowość | Konkurencja | Zwycięzca     |
| ------- | -------- | ---- | ----------- | ----------- | ------------- |
| 19.     | 18 marca | 2005 | Ruka        | Skicross    | Karin Huttary |

### Puchar Świata

#### Miejsca w klasyfikacji generalnej
- 2002/2003 – 13.
- 2003/2004 – 30.
- 2004/2005 – 64.
- 2005/2006 – 45.
- 2006/2007 – 34.

#### Miejsca na podium
1. Tignes – 30 listopada 2002 (Skicross) – 3. miejsce
2. Laax – 18 stycznia 2003 (Skicross) – 2. miejsce
3. Les Contamines – 7 stycznia 2004 (Skicross) – 3. miejsce
4. Laax – 18 stycznia 2004 (Skicross) – 3. miejsce

- W sumie 1 drugie i 3 trzecie miejsca.